# Eriogonum deflexum
Eriogonum deflexum là một loài thực vật có hoa trong họ Rau răm. Loài này được Torr. mô tả khoa học đầu tiên năm 1861.